# Malcolm Lockyer
Malcolm Neville Lockyer (né le 5 octobre 1923 à Greenwich (Londres), mort le 28 juin 1976 à Londres) est un compositeur et chef d'orchestre britannique.

## Biographie
Dans ses premières années, il développe un intérêt pour la danse puis s'intéresse à la musique. À dix-neuf ans, alors qu'il commençait des études d'architecture, il devient musicien dans la Royal Air Force comme dans le Sid Phillips and His Quintet et rejoint en 1944 le Buddy Featherstonhaugh Sextet. Il quitte la Royal Air Force en 1951, crée le Malcolm Lockyer Orchestra et travaille comme pianiste pour des compositeurs tels que Robert Farnon, Bert Ambrose et Cyril Stapleton.
L'un des moments forts de la carrière de Lockyer est l'organisation et la direction de l'album de Bing Crosby Holiday in Europe en 1961. Il enregistre aussi un certain nombre d'albums musicaux avec Reg Owen, The Knightsbridge Strings et the Cambridge Strings.
À partir du début des années 1960, il est chef d'orchestre de la BBC Revue Orchestra et par la suite chef principal des BBC Radio Orchestra (en) et du BBC Big Band (en) lorsque les deux ensembles sont formés en 1967.
Lockyer participe au premier processus de sélection pour représenter le Royaume-Uni au Concours Eurovision de la chanson 1957. Il interprète une version orchestrale de la chanson All, qui remporte le concours. Cependant, on ajoute une interprète choisie par la BBC, Patricia Bredin, pour le Concours à Francfort avec la direction musicale d'Eric Robinson.
Lockyer est le directeur musical du Concours Eurovision de la chanson 1972.
Peu de temps avant sa mort en 1976, il dirige The Million Airs Orchestra dans 26 concerts hommage à Glenn Miller qu'il a rencontré en 1944 à Bedford.

## Filmographie
- 1950 : The Centre Show (série télévisée)
- 1954 : Friends and Neighbours (série télévisée)
- 1954 : Dear Dotty (série télévisée)
- 1954 : And So to Bentley (série télévisée)
- 1959 : Sweet Beat
- 1960 : Strictly Confidential (en)
- 1960 : Operation Cupid (en)
- 1964 : HMS Paradise (série télévisée)
- 1965 : Les Filles du plaisir (en)
- 1965 : Dr. Who et les Daleks
- 1965 : Les Dix Petits Indiens
- 1966 : Secrets of a Windmill Girl (en)
- 1966 : Opération Marrakech
- 1966 : L'Île de la terreur
- 1967 : Plus féroces que les mâles
- 1967 : Five Golden Dragons
- 1967 : La Vengeance de Fu Manchu
- 1967 : La Nuit de la grande chaleur
- 1968 : Un jour parmi tant d'autres
- 1968 : Eve
- 1968 : Sandy the Seal (en)
- 1972 : Nightmare
- 1972-1973 : Les Éclaireurs du ciel (en) (série télévisée)
- 1974 : La loba y la Paloma